# Turismo in Turchia

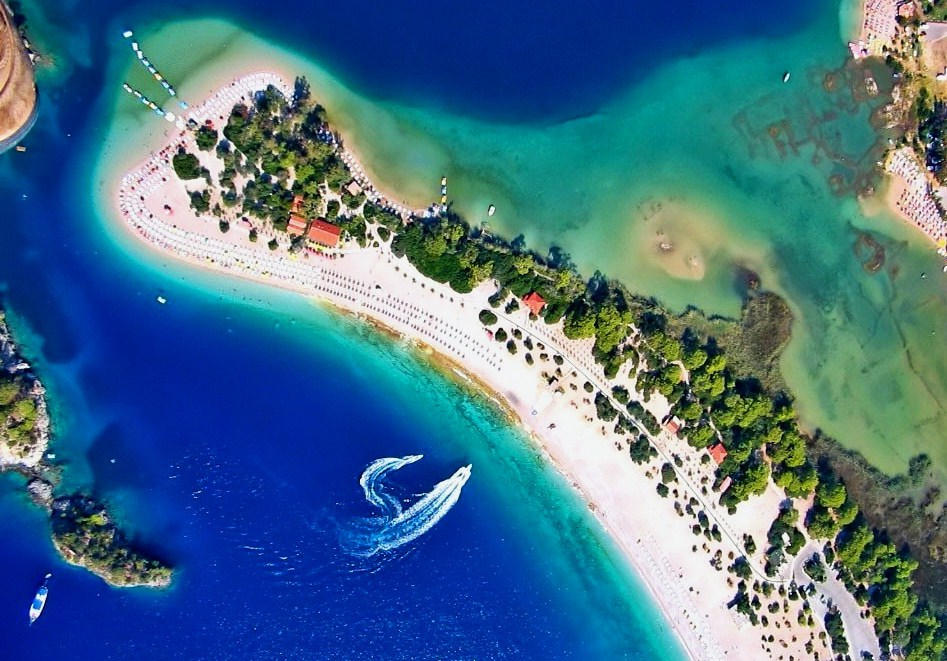
Spiaggia di Ölüdeniz

Il turismo in Turchia si concentra in gran parte su una varietà di siti storici e sulle località balneari lungo le coste del Mare Egeo e del Mar Mediterraneo, la Riviera turca. Negli ultimi anni, la Turchia è diventata anche una destinazione popolare per la cultura turistica e per l'assistenza sanitaria o "turismo medico". Nel 2011, la Turchia ha attratto più di 31,5 milioni di turisti stranieri, classificandola come la 6° più popolare destinazione turistica al mondo.
Nel 2015 il turismo in Turchia è diminuito a causa della crisi economica russa e della tensione politica derivante dall'abbattimento del Su-24 russo del 2015. L'escalation di attacchi da parte dell'ISIS e una recrudescenza di attacchi del governo contro il PKK e le città curde hanno colpito anche e soprattutto il settore turistico. Gli esperti ritengono che la Turchia vedrà cinque miliardi di dollari di perdite per il 2015. A causa dei rischi accresciuti per la sicurezza, si è verificato un calo del turismo del 2,25% nella prima metà del solo 2015; anche se la Turchia si aspetta più di 42 milioni di turisti e 30 miliardi di dollari di afflusso di valuta nel 2015, il tutto nonostante questi sviluppi negativi.

## Istanbul

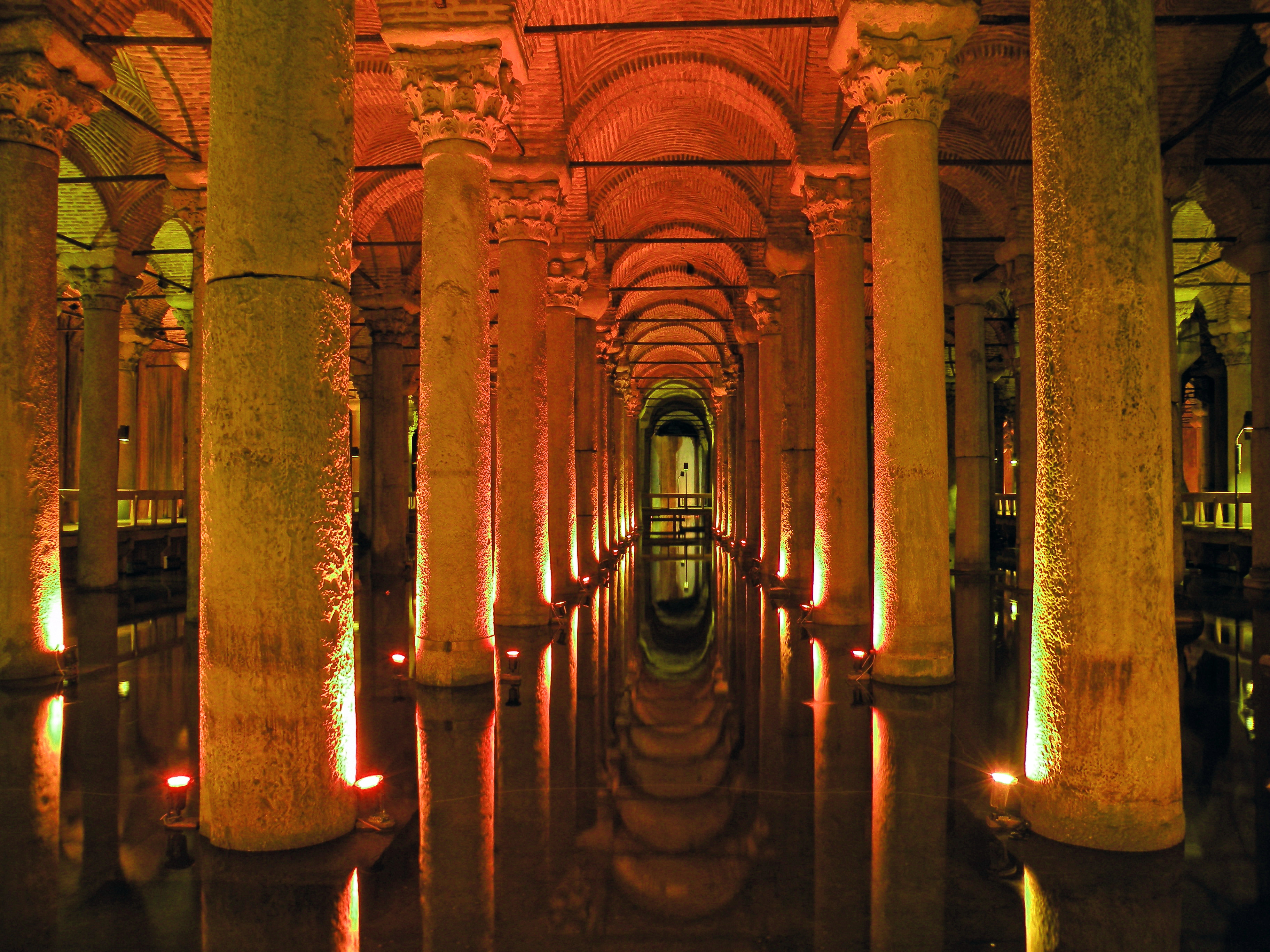
Cisterna Basilica

La città di Istanbul è uno dei più importanti luoghi turistici, non solo della Turchia, ma anche di tutto il mondo. Ci sono migliaia di alberghi e altre industrie orientate al turismo, come la ristorazione, sia per i turisti che per i visitatori specializzati. Essendo la più grande città della Turchia, Istanbul ha un numero di attrazioni principali derivanti dal suo status storico come capitale dell'impero bizantino prima e dell'impero ottomano poi. Questi includono la Moschea Blu o del Sultano Ahmed, la Basilica di Santa Sofia (Istanbul), il Palazzo di Topkapı, la Cisterna Basilica, il Palazzo Dolmabahçe, la Torre di Galata, il Grande Bazar d'Istanbul, il Bazar Egiziano e l'Hotel Pera Palas.
Istanbul è anche recentemente diventata uno dei più grandi centri commerciali della regione europea, come ad esempio "Metrocity", "Akmerkez" e "Cevahir Mall", che è il più grande centro commerciale in Europa e il settimo più grande del mondo. Altre attrazioni includono eventi sportivi, musei, ed eventi culturali.
Nel gennaio 2013 il governo turco ha annunciato che costruirà il più grande aeroporto del mondo proprio ad Istanbul; l'operazione comporta un investimento di 7 miliardi di euro e rappresenterà la prima parte di un piano di quattro completato entro il 2017.

## Altre destinazioni

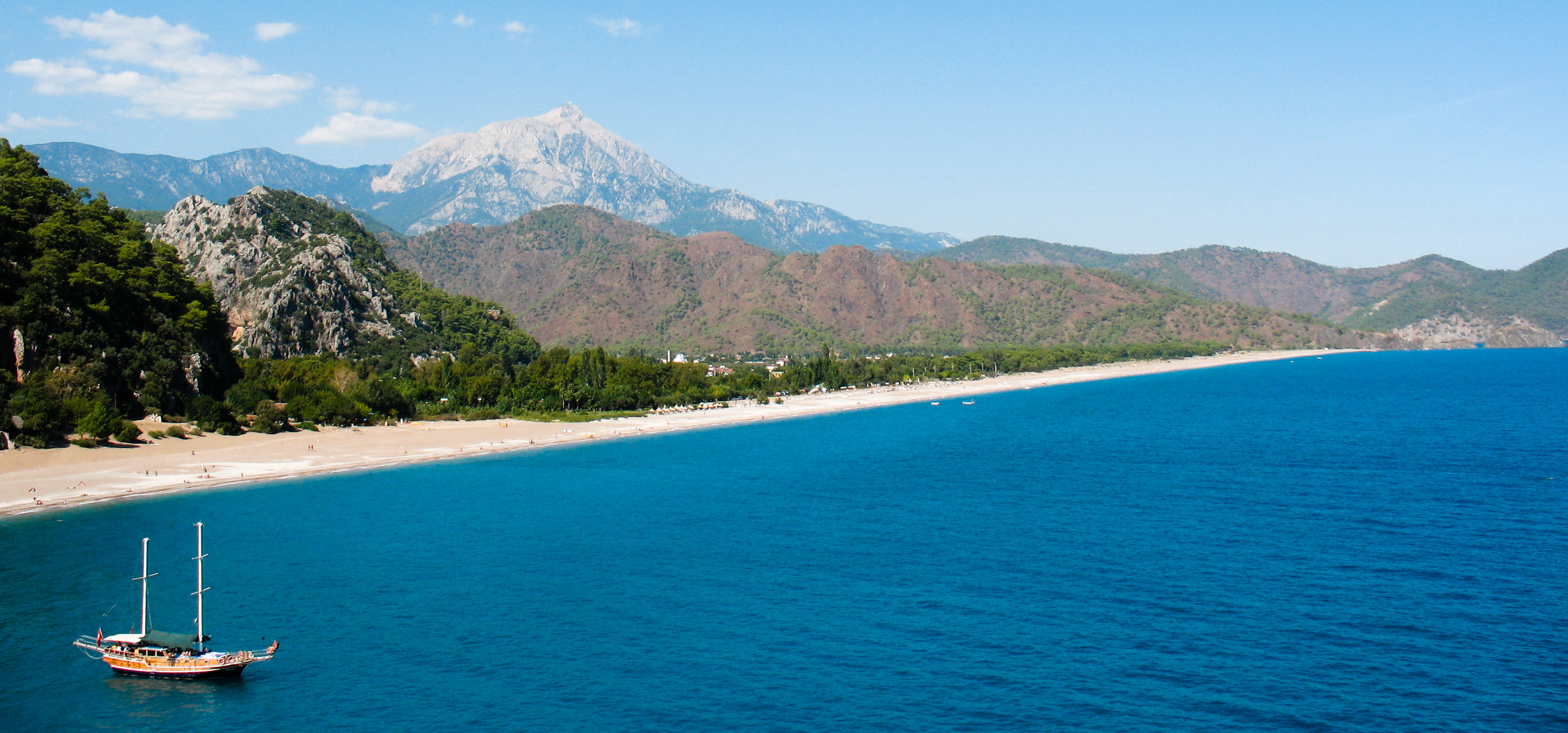
La spiaggia di Olympos ad Adalia.

Un notevole numero di attrazioni culturali nel paese, oltre ad Istanbul, comprendono i siti di Efeso, Troia, Pergamo, la Casa di Maria Vergine, Pamukkale, Hierapolis, Trebisonda (dove sorge uno dei siti monastici più antichi, il Monastero di Sumela), Konya (dove il poeta Rumi aveva trascorso la maggior parte della sua vita), Didima, le chiese di Antiochia - antica capitale del Ponto - le tombe reali rocciose con la loro acropoli ad Amasya, i luoghi religiosi a Mardin (come il monastero di Deyrulzafaran), ed infine le città sepolte e i paesaggi della Cappadocia.